# Borá-de-chão
Tetragona quadrangula, também chamada de borá-de-chão, é uma abelha social da tribo dos meliponíneos.